# Seboula

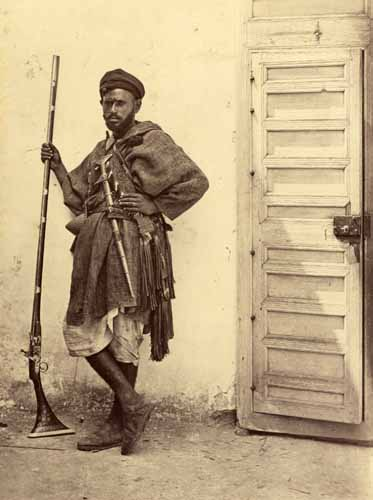
Soldato riffano con seboula nella fusciacca.

La Seboula (a lingua tarifit : Assebur o Tasseburt, in darija : Seboula rifi a, in fr : dagger rif ) è un'arma bianca del tipo pugnale originaria del Marocco e più precisamente del Rif.
La Seboula ha una caratteristica lama diritta che la differenzia dalle altre armi bianche maghrebine come la Koumiya o la Nimcha ed è stata paragonata al Flissach sebbene quest'ultima sia stata influenzato dallo Yatagan ottomano. L'impugnatura è solitamente in osso o corno bovino con manica a forma di "H". Il suo fodero è ricoperto di pelle ricamata e velluto ed è munito di due paraorecchie per la sospensione.